# (33604) McChesney
1999 JW55 (asteroide 33604) é um asteroide da cintura principal. Possui uma excentricidade de 0.05112980 e uma inclinação de 2.17680º.
Este asteroide foi descoberto no dia 10 de maio de 1999 por LINEAR em Socorro.